# Pectinivalva melanotis
Pectinivalva melanotis là một loài bướm đêm thuộc họ Nepticulidae. Nó được tìm thấy dọc theo tây nam bờ biển của New South Wales.
Sải cánh dài 5-6.6 đối với con đực.
Ấu trùng có thể ăn Eucalyptus species. Chúng có thể ăn lá nơi chúng làm tổ.